# 瓦西夫
瓦西夫（阿拉伯语：واسيف），阿尔及利亚东北部城市，提济乌祖省的市镇，同时也是瓦西夫区的政府驻地，其城市面积为17.18平方公里，2008年的人口数量为10,313人，是该区人口最多的城市。

## 历史
瓦西夫位于卡比利亚地区南部，历史上长期属于Ketamas部落，法国殖民期间逐渐形成城镇。

## 地理
瓦西夫位于阿尔及利亚东北部，提济乌祖省南部，距离阿尔及尔107公里，其附近地区被称为“阿普罗南”（ابترونان）。
瓦西夫市区位于一处南北走向的山谷之中，地势崎岖。
瓦西夫属于带有山地及沙漠特征的地中海气候，距离瓦西夫最近的气象站位于提济乌祖境内。

## 人口
根据阿尔及利亚统计部门2008年的数据，瓦西夫市镇范围内的合法居民数量为10,313。
| 年份   | 1977  | 1987   | 1998   | 2008   |
| ------ | ----- | ------ | ------ | ------ |
| 人口數 | 8,151 | 10,134 | 10,497 | 10,313 |

## 交通
提济乌祖省的两条省道在此交汇，当地有私人客运公司提供前往省会提济乌祖的巴士。

## 社会
瓦西夫青年俱乐部（JSC Ouacif）是一支地方性的足球队，参加提济乌祖省内的区域联赛。